# Antonov An-8
Antonov An-8 (NATO oznaka: Camp) je dvomotorno turbopropelersko transportno letalo, ki so ga zasnovali v 1950ih v Sovjetski zvezi.
Leta 1951 se je v biroju OKB-153 začelo delo na transportnem letalu "DT-5/8" - "Desantno transportnih samaljot". Poganjala naj bi ga dva turbopropelerska motorja Kuznecov TV-2. DT-5/8 naj bi imel velika tovorna vrata na repu za lažje natovarjanje in raztovarjanje. Decembra leta 1953 je Sovjetsko ministrstvo zadolžilo biro Antonov za modificiranje koncepta DT-5/8. Novo letalo je dobilo oznako "izdelije P" in kasneje An-8. Zamenjali so težavne TV-2 motorje z Ivčenko AI-20D

## Specifikacije (An-8)
Splošne karakteristike
- Posadka: 6 (pilot, kopilot, navigator, inženir leta, operater topa, 1x drugo)
- Število sedežev: 48 potnikov
- Tovor: 24300 lb (11000 kg)
- Dolžina: 85 ft 3 in (26,0 m)
- Razpon kril: 98 ft 5 in (30,0 m)
- Višina: 31 ft 10 in (9,7 m)
- Površina kril: 117,2 m² (1262 sq ft)
- Vitkost: 11,7:1
- Teža praznega letala: 21250 kg (46750 lb)
- Maks. vzletna teža: 40000 kg (88200 lb)
- Pogon letala: 2 ×  turboprop Ivčenko AI-20D, 5180 KM (3800 kW)  vsak

 Zmogljivost 
- Maks. hitrost: 610 km/h (329 vozlov, 379 mph)
- Potovalna hitrost: 480 km/h (259 vozlov, 298 mph)
- Doseg: 1738 milj (2780 km)
- Višina leta: 9600 m (31400 ft)
- Hitrost vzpenjanja: 1400 ft/m (427 m/min)

Oborožitev

- Strelno orožje: 1x 23 mm top v repu